# الیور بلانچارد
الیور بلانچارد (انگلیسی: Olivier Blanchard؛ زادهٔ ۲۷ دسامبر ۱۹۴۸) اقتصاددان، و استاد دانشگاه اهل فرانسه است. او استاد دانشگاه MIT است.
وی همچنین برندهٔ جوایزی همچون لژیون دونور (افسر) و جایزه جان فون نویمان شده‌است.